# Sergei Michailowitsch Nakarjakow

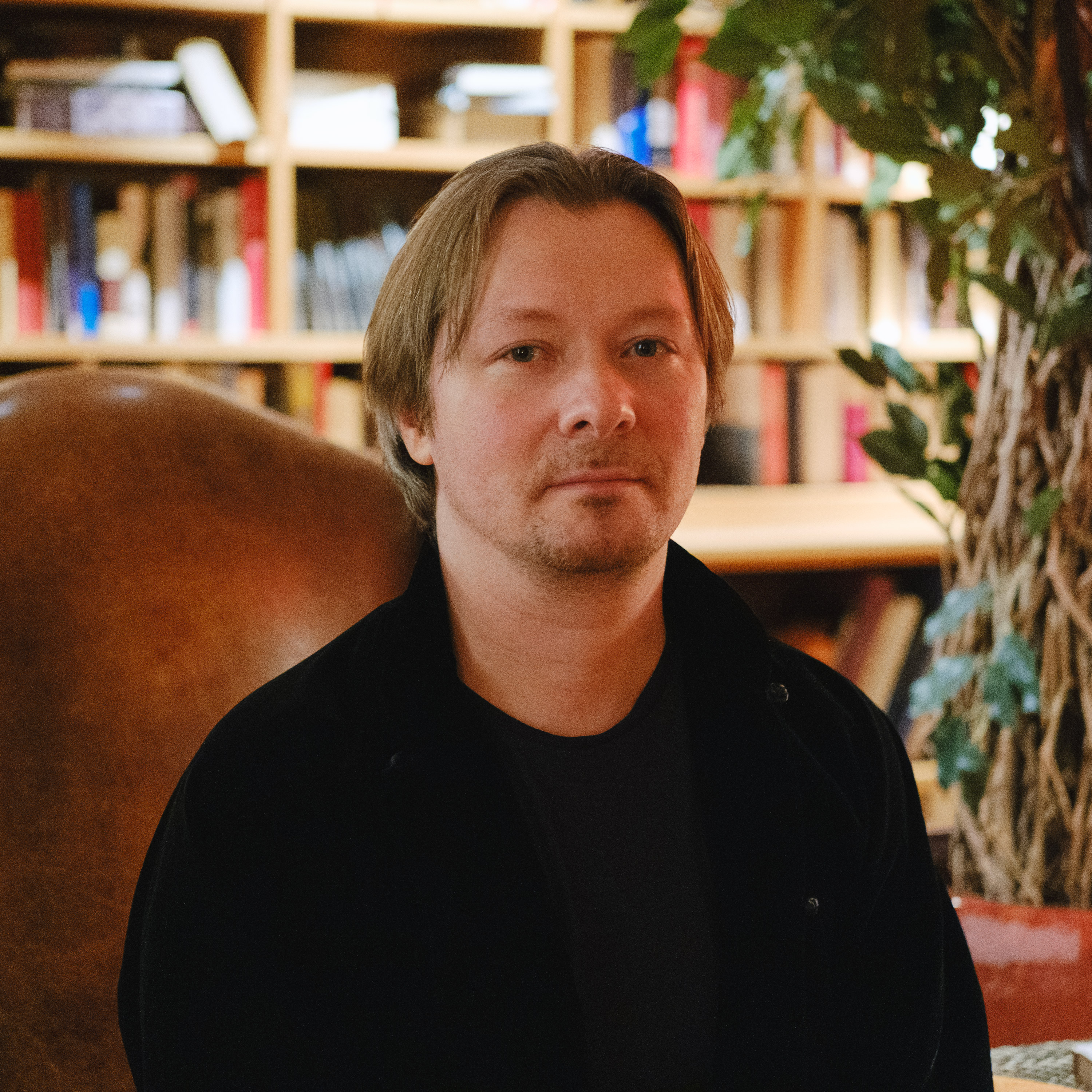
Nakariakov im Schloss Elmau (2019)

Sergei Michailowitsch Nakarjakow (bekannter als Sergei Nakariakov; russisch Сергей Михайлович Накаряков, wiss. Transliteration Sergej Michajlovič Nakarjakov; * 10. Mai 1977 in Gorki) ist ein russischer Trompeter.

## Leben
Nakarjakow begann zunächst mit Klavierstudien. Mit acht Jahren hatte er jedoch einen schweren Autounfall, bei dem er an der Wirbelsäule verletzt wurde und dessentwegen er nicht lange sitzen kann.
Er begann mit neun Jahren, Trompete zu spielen. Nakarjakow wuchs u. a. in Tel Aviv auf und lebt heute in Paris.
Mit 15 Jahren erhielt er im Rahmen des Schleswig-Holstein Musik Festival den renommierten Prix Davidoff für Nachwuchsmusiker.
Nakarjakow ist bekannt für seinen melancholischen Ton.

## Filmdokumentation
Ich war nie ein Wunderkind, Film von Jan Schmidt-Garre, 43 Min., BR 2004

## Diskographie (Auswahl)
- Trumpet Works (Alexander Markovich – Klavier), Teldec Classics (A Time Warner Company) 1992
- Trumpet Concertos (u. L. Jesus Lopez-Cobos), Teldec Classics (A Time Warner Company) 1993
- Carmen Fantasy (Alexander Markovich – Klavier), Teldec Classics (A Time Warner Company) 1994
- Baroque Trumpet Concertos (u. L. Hugh Wolff), Teldec Classics (A Warner Music Group Company) 1996
- Élégie (Vera Nakariakova – Klavier), Teldec Classics (A Warner Music Group Company) 1997
- Concertos for Trumpet (u. L. Jörg Faerber), Teldec Classics (A Warner Music Group Company) 1999
- No Limit (u. L. Vladimir Ashkenazy), Teldec Classics (A Warner Music Group Company) 2000
- Ave Maria (Bernstein, Caccini, Schubert, Verdi, Piazzolla, Gounod, Mawby, Grieg, Jacques, Mascagni, Biebl, Mozart), East West Records, 2000
- From Moscow with Love (u. L. Andrey Boreyko), Warner Classics 2001
- Echoes from the past (u. L. Saulius Sondeckis), Warner Classics 2002
- Piano concerto no. 1 (Dmitrij D. Šostakovič), EMI-Electrola, 2007
- Martha Argerich and friends – live from the Lugano Festival 2006, EMI-Electrola, 2007
- Haydn edition (Concertos for keyboard, organ, cello, violin, trumpet, horn), Warner Music Group Germany, 2008
- Widmung (Paganini, Debussy, Kreisler, Arban, Eiffel, Poulenc, Bartók, Elgar, Böhme, Bruch), Warner Music Group Germany, 2012